# Neocatolaccus subviridis
Neocatolaccus subviridis är en stekelart som beskrevs av Girault 1913. Neocatolaccus subviridis ingår i släktet Neocatolaccus och familjen puppglanssteklar.
Artens utbredningsområde är Paraguay. Inga underarter finns listade i Catalogue of Life.